# اینگرید سگشتد-ویبری
اینگرید سگشتد-ویبری (انگلیسی: Ingrid Segerstedt Wiberg; ۱۸ ژوئن ۱۹۱۱ – ۲۱ مهٔ ۲۰۱۰) سیاست‌مدار اهل سوئد بود. او یک خبرنگار (از حزب مردم) و یک فعال برجسته برای آزادی بیان، صلح، حقوق بشر و مراقبت از پناهندگان بود.

## زندگی‌نامه
اینگرید سگشتد- ویبری دختر تورنی و اوتا سگشتد (سین نس تو ود) و خواهر تورنی سون سگشتد بود. در سال ۱۹۳۴ با مهندس آندرش ویبری (۱۹۰۲–۱۹۸۲) ازدواج کرد و ثمره این ازدواج یک پسربود. در طی جنگ آن‌ها یک دختربچه را به فرزندی پذیرفتند.
وقتی سگشتد ویبری یک ساله بود، خانواده‌اش به استکهلم نقل مکان کردند و بعداً در سال ۱۹۱۷ به یوتبری رفتند، این زمانی بود که پدرش سردبیر روزنامه گوتبورگ شد.
بین سالهای ۱۹۵۸ و ۱۹۷۰ سگشتد ویبری یکی از اعضای مجلس ریکسداگ به نمایندگی از حزب لیبرال خلق بود.
او از سال ۱۹۷۵ تا ۱۹۸۱ به عنوان رئیس بخش سوئدی لیگ بین‌المللی زنان برای صلح و آزادی خدمت کرد.

## فعالیت‌ها
سگشتد-ویبری مشاور پناهندگان شهر یوتبری طی سال‌های ۱۹۴۵–۴۸ بود، منشی هیت تحریریه مجله Världshoriseont (افق جهان) طی سال‌های ۱۹۴۹–۱۹۵۳، مسئول انتشار این مجله در سال‌های ۱۹۶۸–۱۹۷۳و سردبیر روزنامه یوتبری پستن (Göteborgsposten) درسال‌های ۱۹۶۹–۱۹۷۶بوده‌است.
اینگرید سگشتد ویبری همچنین رئیس سازمان ملل متحد در سوئد طی سال‌های ۱۹۶۸–۱۹۷۳ بود. وی نماینده مجلس از شهر یوتبری در بهار سال ۱۹۵۸(در اتاق دوم) و سال‌های ۱۹۵۹–۱۹۷۰(در اتاق اول) ریکسداگ بود. سگشتد-ویبری ازجمله نماینده کمیته قانون اساسی درسال‌های ۱۹۶۰–۱۹۷۰بود. او به ویژه در امور اجتماعی، آموزش، مهاجرت و مسایل مربوط به پناهندگان مشارکت داشت. او در امور خلع سلاح نیز دخالت داشت و عضو فدراسیون بین‌المللی زنان برای صلح و آزادی (IKFF) و همچنین رئیس بخش سوئد این فدراسیون درسال‌های ۸۱–۱۹۷۵بوده‌است. او در سال ۱۹۵۵نماینده (IKFF) در چین بود و در جلسات زنان چینی در مورد صلح و خلع سلاح سخنرانی کرد. ویبری اغلب نماینده (IKFF) در کارهای مختلف بود، از جمله در ۱۹۹۰ با یک هیئت جهت شرکت در گردهمایی «زمان برای صلح به بیت‌المقدس (اورشلیم) رفت».
او از یک کمپ پناهندگی در کرانه باختری رود اردن بازدید کرد و پس از بازگشت مقاله‌ای در یوتبری پستن از آنچه دید و تجربه کرد، نوشت.
سگشتد-ویبری درکارش برای حقوق بشر و بهبود وضعیت پناهندگان معروف شد. او در سال ۱۹۹۰ به این دلیل که حزب برای عضویت در ناتو موضع گرفت، خواستار خروج از حزب مردم لیبرال شد. اما در سال ۲۰۰۵ مجدداً به حزب پیوست و در جلسه استانی همراه با برتیل هانسن برای بازگشت دولت به سیاست حمایت از پناهندگان پیشنهادهایی داد. او با تأسیس رو سنگر نسکا در یوتبری که هدفش ارائه خدمات بهداشتی به پناهندگانی که در خطر اخراج قرار داشتند، موافقت کرد.

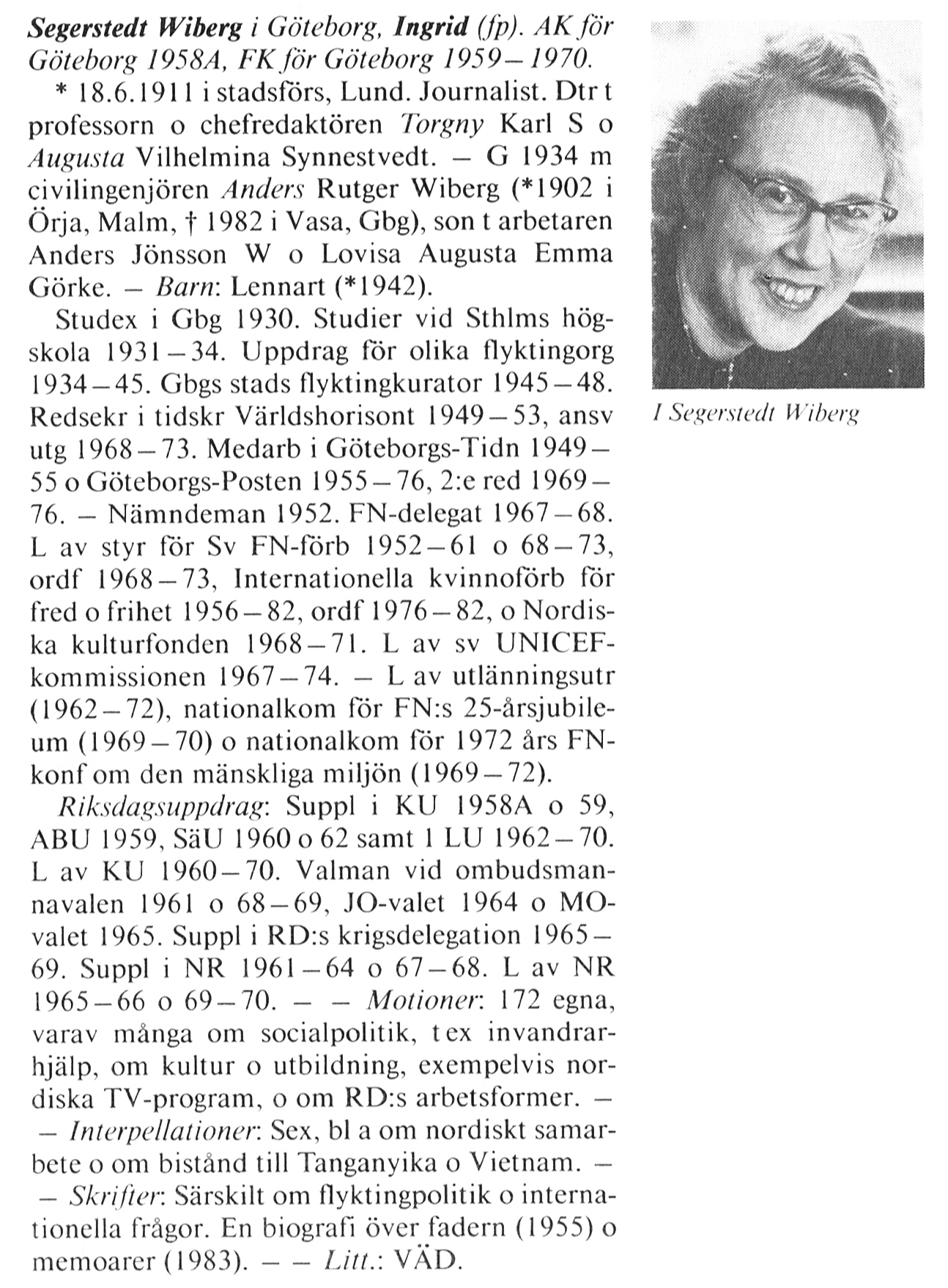
اینگرید سگشتد-ویبری

## افتخارات و میراث
اینگرید سگشتد-ویبری که عمری را در فعالیت‌های سیاسی سپری کرد و افتخاراتی را به دست آورد، برای دریافت دکترای افتخاری از دانشگاه یوتبری انتخاب شد و جایزه اولوف پالمه و مدال طلای برتیل که اولین اتحادیه جوانان لیبرال بود را دریافت کرد.
نام دبیرستانی را در بزرگداشت اینگرید سگشتد به یاد او نامگذاری کردند.

## درگذشت
اینگرید سگشتد-ویبری در ۲۱ می ۲۰۱۰ در شهر یوتبری درگذشت. آگهی مرگ او در روزنامه داگنزنی‌هتر (Dagens Nyheter) در ۲۷ می ۲۰۱۰ چاپ شد. یادبودی برای او توسط رهبر فعلی حزب مردم یان بیورکلوند و رهبر سابق حزب مردم لاش لیونبوری نوشته شد که در ۲۹ مه ۲۰۱۰ در روزنامه داگنزنی هتر چاپ شد. روز ۱۸ ژوئن ۲۰۱۰ یادبودی برای او در تالار سخنرانی دانشگاه یوتبری برگزارشد.